# Psittacosaurus mazongshanensis
Psittacosaurus mazongshanensis (gr. "lagarto con pico de loro de Mazongshan") es una especie dudosa del género extinto Psittacosaurus, género de dinosaurios ceratopsianos psitacosáuridos, que vivió a mediados del período Cretácico, hace aproximadamente entre 125 a 110 millones de años, desde el Aptiense al Albiense, en lo que hoy es Asia.
Xu Xing, otro paleontólogo chino, nombró una nueva especie de Psittacosaurus en 1997, basándose en un cráneo completo con vértebras asociadas y una extremidad anterior. Este material fue recuperado en la provincia de Gansu, cerca de la frontera con Mongolia Interior. Esta especie se llama P. mazongshanensis en honor a la montaña cercana llamada Mazongshan, montaña de crin de caballo y se ha descrito de manera preliminar.  Desafortunadamente, el cráneo resultó dañado mientras estaba bajo el cuidado del Instituto Chino de Paleontología y Paleoantropología de Vertebrados y se perdieron varios fragmentos, incluidos todos los dientes.
Los restos fueron encontrados en la Formación Inferior Xinminbao, que no ha sido fechada con precisión, aunque existe alguna evidencia de que fueron depositadas en las etapas tardía del Barremiano a Aptiano.  Sereno sugirió en 2000 que P. mazongshanensis era un nomen dubium, sin características únicas que lo separaran de cualquier otra especie de Psittacosaurus.
Sin embargo, autores más recientes han notado que se puede distinguir por su hocico proporcionalmente largo en comparación con otras especies de Psittacosaurus, así como por una protuberancia ósea prominente, apuntando hacia afuera y hacia abajo, en el maxilar de la mandíbula superior. Ahora también falta la protuberancia maxilar. Otras características originalmente utilizadas para distinguir las especies han sido reconocidas como el resultado de la deformación del cráneo después de la fosilización.  Sereno en 2010 seguía sin estar convencido de su validez.